# HD 175401
HD 175401，又名CP-66 3404，SAO 254426、HR 7130，是一颗恒星，视星等为6.01，位于銀經328.98，銀緯-25.59，其B1900.0坐标为赤經18h 49m 54.2s，赤緯-66° -25.59′ 5″。